# Cerro Columa
Columa es un cerro y un cráter volcánico de Bolivia, ubicado en la región del Altiplano. Está situado al noreste de Huachacalla en la provincia de Carangas del departamento de Oruro. Su última erupción es desconocida aunque se le ha asignado en el periodo Holoceno. Tiene una altura de 3.876 metros sobre el nivel del mar.
Sus bordes alcanzan una altitud de 3.820 m s. n. m. y en el cráter se encuentra una laguna seca. El cráter tiene dimensiones de 6 a 6,7 kilómetros. Lo más probable es que el cráter se haya formado por el colapso de un domo sedimentario; su origen como cráter de meteorito es menos probable.
El cráter se encuentra en una llanura desértica poco vegetada que desciende hacia el Salar de Coipasa. La llanura circundante tiene una altitud de 3.830 metros y estuvo cubierta por el Lago Minchin durante el Pleistoceno.